# Gangolfpleintje
Het Gangolfpleintje is een plein in de Noord-Hollandse stad Haarlem. Het plein is gelegen binnen het stadsdeel Haarlem-Centrum, in de wijk Oude Stad en in de buurt de Vijfhoek. Het plein grenst in het noorden aan de Botermarkt.

## Geschiedenis
Ter hoogte van de plek van het Gangolfpleintje stond aan de Botermarkt het Oude of St. Gangolfgasthuis. Dit gasthuis was gewijd aan de heilige Sint Gangulfus. Het gasthuis werd verwoest tijdens de stadsbrand van 1576.
Rond 1610 werd een tuchthuis gebouwd op de plek van het voormalige gasthuis. De Tuchthuisstraat waaraan de hoofdingang van het tuchthuis zich bevond is hiernaar vernoemd. In 1906 werd het tuchthuis afgebroken. 
In 1925 werd aan de Botermarkt 6, daar waar nu de ingang naar het Gangolfpleintje zich bevindt, de Haarlemse Werkinrichting opgericht. Dit was een plek waar mensen die in het bedrijfsleven geen plaats konden vinden, beter in de maatschappij werden begeleid en zinvol werk konden doen.

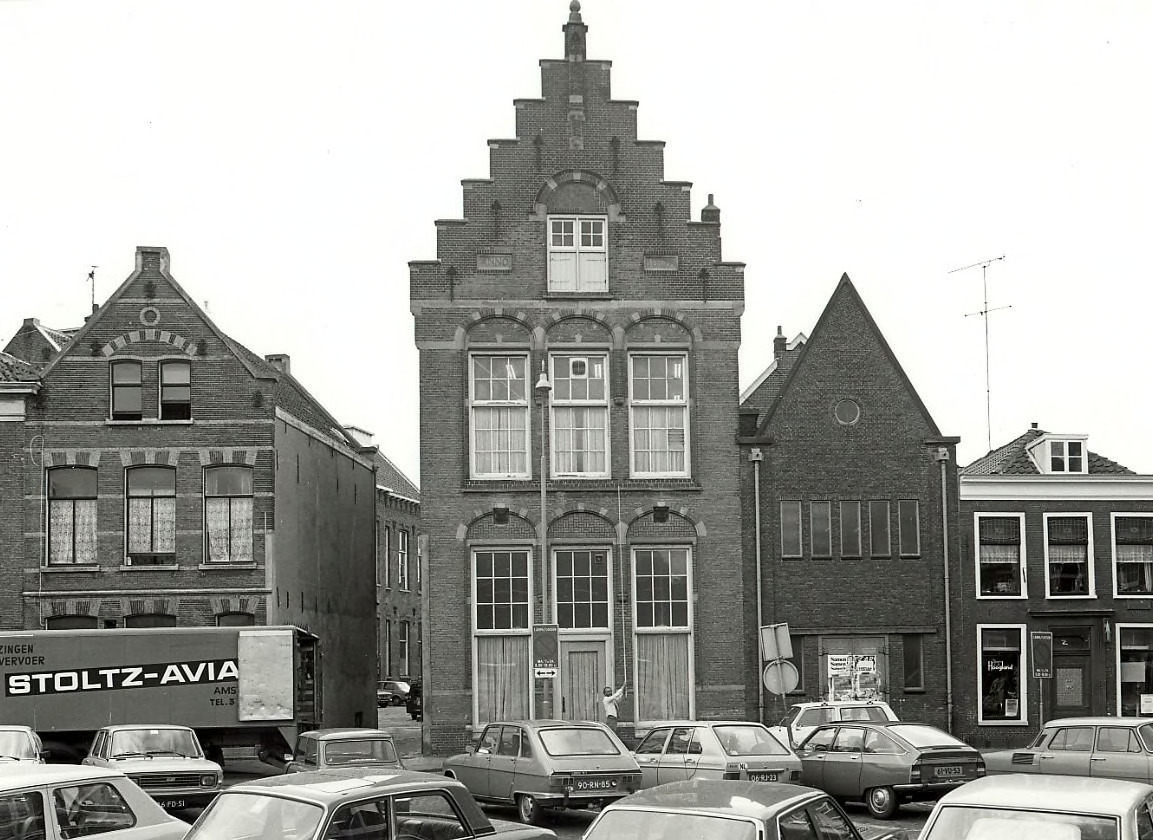
De zuidzijde van de Botermarkt in Haarlem met, van rechts naar links, de panden aan de Botermarkt 2 t/m 10. Tussen Botermarkt 6 en 10 bevond zich een poort die naar een binnenplaats leidde waaraan Botermartk 8 lag

Op nummer 8 aan de Botermarkt stond de Jan Ligthartschool. De school kreeg deze naam in 1938, daarvoor werd de school aangeduid als School no. 3.  De toegang tot deze school bevond zich tussen de nummers 6 en 10 aan de Botermarkt in en leidde naar een binnenplaats waaraan de school lag. De school had in 1961 een te laag leerlingenaantal waardoor besloten werd de school in 1964 te sluiten. In 1976 werd Botermarkt 6 afgebroken.
In 1982 was de werkinrichting inmiddels verdwenen en het pand gesloopt. Op de overgebleven plek verrees een nieuwbouwcomplex in de hoek tussen de Tuchthuisstraat en de Botermarkt. Hierdoor ontstond een verhoogd binnenplein met daaronder een parkeergarage op de begane grond. Het plein is opgenomen in de Basisregistratie Adressen en Gebouwen, maar betreft geen openbare ruimte. De perceelgrootte betreft 1.839 m².